# Estadio Dębińska
El Estadio Dębińska (en polaco: Stadion przy Drodze Dębińskiej), también apodado Ogródek («jardincito») es un estadio de fútbol ubicado en Poznań, Polonia. Es el estadio donde el Warta Poznań juega sus partidos como local.

## Instalaciones
El estadio Dębińska era originalmente un campo de entrenamiento próximo al estadio Edmund Szyc, recinto en donde el Warta Poznań jugaba la mayoría de los partidos como local antes de 1998. Ese mismo año, y debido al mal estado de las infraestructuras del estadio, el Warta se trasladó definitivamente a la Avenida Dębińska, vendiendo el terreno del antiguo estadio Edmund Szyc. 
El estadio Dębińska pasó de poseer un aforo de 2.500 espectadores a 4.694 asientos en la actualidad, además de haber instalado en mayo de 2020 una nueva iluminación y un césped con calefacción. Sin embargo, y después del ascenso del Warta Poznań de la I Liga a la Ekstraklasa, el club se trasladó a la localidad de Grodzisk Wielkopolski debido a que el estadio Dębińska no se encuentra homologado por la Asociación Polaca de Fútbol, jugando desde la temporada 2020-21 en el Estadio Dyskobolia del Dyskobolia Grodzisk Wielkopolski.